# Perdita elimata
Perdita elimata är en biart som beskrevs av Timberlake 1964. Perdita elimata ingår i släktet Perdita och familjen grävbin. Inga underarter finns listade i Catalogue of Life.